# Hans Erich und Marie Elfriede Dotter-Stiftung
Die Hans Erich und Marie Elfriede Dotter-Stiftung ist eine nach dem Gründerehepaar benannte gemeinnützige, private deutsche Stiftung. Sie wurde 2014 gegründet und ist in ihrem Wirkungsbereich auf den Darmstädter Stadtteil Eberstadt beschränkt. Mit einem Stiftungskapital von ca. 150 Millionen Euro gehört sie zu den größten Privatstiftungen in Deutschland.
Hans Erich Dotter war der Gründer des weltweit tätigen Friseurkosmetik-Unternehmens Goldwell. Der Erlös aus dem Verkauf von Goldwell an den japanischen Kaō-Konzern im Jahr 1989 bildete die Grundlage für das Stiftungskapital.

## Ziele
Die Dotter-Stiftung unterstützt nach eigenen Angaben
- Bildung, Ausbildung und Erziehung
- Kunst und Kultur, insbesondere Musik
- Soziale Anliegen, insbesondere Altenbetreuung
- Heimatkunde und Heimatpflege.

Sie ist dabei geographisch auf Projekte in Darmstadt-Eberstadt beschränkt und dort sowohl operativ als auch fördernd tätig.

## Aktivitäten
Seit Gründung der Stiftung wurden bisher (Stand: 2020) über 400 Projekte mit einem Volumen von mehr als 5 Mio. Euro verwirklicht. Gefördert wurden und werden u. a. Bauprojekte, Schulen, Jugendarbeit, Vereine und die katholischen und evangelischen Kirchengemeinden im Stadtteil.
Die Dotter-Konzerte stellen eine eigene Konzertreihe in Eberstadt mit bis zu 10 Konzerten jährlich dar.